# Waterland-Oudeman
Waterland-Oudeman – dzielnica (deelgemeente) gminy Sint-Laureins w Belgii, w Regionie Flamandzkim, w prowincji Flandria Wschodnia, w okręgu Eeklo. 1 stycznia 2020 roku liczyła 449 mieszkańców. Do 31 grudnia 1976 samodzielna gmina. 

## Demografia
Liczba mieszkańców, stan na 1 stycznia:
| Rok                | 1900 | 1930 | 1961 | 1970 | 2020 |
| ------------------ | ---- | ---- | ---- | ---- | ---- |
| Liczba mieszkańców | 810  | 762  | 620  | 563  | 449  |